# Jürgen Roelandts
Jürgen Roelandts (Asse, 2 de juliol de 1985) és un ciclista belga, professional des del 2008 fins al 2020. Fou un bon esprínter.
Les seves principals victòries van ser el Campionat de Bèlgica de ciclisme en ruta de 2008 i una etapa de la Volta a Polònia de 2008.

## Palmarès
- 2002
  -  Campió de Bèlgica júnior
- 2004
  - Vencedor d'una etapa del Tour de Namur
- 2005
  - 1r a la Gooikse Pijl
- 2006
  - Vencedor d'una etapa del Tour de Normandia
  - Vencedor d'una etapa del Tour de Namur
  - Vencedor d'una etapa del Tour de Loir i Cher
- 2007
  - 1r de la París-Tours amateur
  - Vencedor d'una etapa de la Volta al Brabant flamenc
- 2008
  -  Campió de Bèlgica en ruta
  - Vencedor d'una etapa de la Volta a Polònia
  - Vencedor d'una etapa del Circuit Franco-belga
  - Vencedor de la classificació dels punts del Tour del Benelux
- 2009
  - Vencedor de la classificació dels punts de la Volta a Polònia
- 2010
  - Vencedor de la classificació dels joves al Tour Down Under
- 2012
  - 1r a l'Eurométropole Tour i vencedor d'una etapa
  - Vencedor d'una etapa a la Volta a Luxemburg
- 2013
  - Vencedor d'una etapa al Tour del Mediterrani
- 2015
  - 1r al Gran Premi Jean-Pierre Monseré
- 2018
  - 1r a la Gullegem Koerse
  - Vencedor d'una etapa a la Volta a la Comunitat Valenciana

### Resultats a la Volta a Espanya
- 2009. 119è de la classificació general

### Resultats al Tour de França
- 2010. 120è de la classificació general
- 2011. 85è de la classificació general
- 2012. 104è de la classificació general
- 2013. 160è de la classificació general
- 2014. 111è de la classificació general
- 2016. 126è de la classificació general
- 2017. 136è de la classificació general

### Resultats al Giro d'Itàlia
- 2016. No surt (13a etapa)
- 2018. 124è de la classificació general